# Слатина (Неготин)
Слатина је насеље у Србији у општини Неготин у Борском округу. Према попису из 2022. у насељу је било 246 становника (према попису из 2011. било је 437 становника, према попису из 2002. било је 479 становника а према попису из 1991. било је 1009 становника).

## Положај села
Слатина је ратарско сеоско насеље збијеног типа удаљено 27 километара северозападно од Неготина. Смештена је на просечно 60 метара надморске висине, на обалама Слатинске реке, десне притоке Дунава. Северна географска ширина насеља је од 44° 24’ 46”, источна географска дужина 22° 26’ 55”, а површина атара 1.909 хектара.
Село је у сливу доњег тока Слатинске реке, између Дунава и села Михајловца, Уровице и Купузишта. Поред Дунава је шљунковита и песковита тераса а на западу су брда Пискоње, Велико Брдо, Страже и Дрењар (Корнет).

## Историја
Слатина, по предању спада у стара расељена, па касније обновљена насеља. Први пут се помиње у турским пописима 1530. и 1586. године као насеље са 32 куће. Под називом Slafina, Zlatina наводи се почетком 18. века на Лангеровој и карти Темишварски Банат. Године 1736. у Слатини је било 44 куће, а 1784. године забележено је село Szlatina. Слатина је записана 1811. године. Село је 1846. године имало 135 кућа, 1866. 135, а 1924. године 189 кућа.
Порекло води од становништва средњег века, непознатог порекла, вероватно српског и влашког који су и основали Слатину можда крајем 15. века. Трагови овог насеља се губе кроз 17. и почетком 18. века. По пшредању становништво овог села избегло је у Влашку, а кад се повратило засновало је ово село.
Данашње насеље се дели на два „краја“ (Осоје и Присоје), као и на више група родбинских кућа. У периоду између два светска рата у њему су живеле следеће фамилије: Мијешти (слава Петковица), Гигињешти, Гуџицешти, Мартинешти и Њенулешти (слава Свети Павле), Каланешти и Фусуљешти (славе Свети Никола и Петковица), Опрешти (слава Свети Ђорђе), Дуцешти, Бораганешти или Куткурићешти (слава Велика Госпојина), Добрешти (слава Петковица), Пауљешти (слава Свети Арханђео), Јенешти и Маринкешти (слава Свети Никола), Грбицешти (слава Свети Алимпије), Маркулешти (слава Свети Арханђео), Петрашкоњи (слава Петковица), Јапурешти (слава Петковица), Пиндичешти (славе Петковица и Свети Арханђео), Думитрашевићи или Радуловићи (слава Свети Никола), Пређешти (слава Свети Павле), Фурулешти (слава Свети Павле), Несторешти (слава Свети Никола), Брндушани (слава Петковица), Цинцари или Ђорђевићи (слава Свети Никола), Јовановићи (слава Свети Никола) и Јанковићи (слава Петковица). Заветина у насељу је четвртак после Ускрса.
Православни храм у насељу посвећен Светом оцу Николају (чији дан је и црквена слава) изграђен је 1992. године. У Слатини је постојала и стара црква која се зиме 1953. године (од временских непогода) срушила.
Становништво Слатине је православно, а национално се изјашњава као српско. Само насеље је антропогеографским и етнолошким испитивањима сврстано у влашка насеља.
Године 1921. насеље имало је 189 кућа и 968 становника, 1948. године 242 кућа и 1.136 становника, а 2002. године 278 кућа и 476 становника. Године 2007. у иностранству је из овог насеља радило 379 становника (Аустрија, Шведска, Француска, Немачка, Швајцарска, Данска).
Основна школа у насељу је почела са радом 1895. године, док је школска зграда направљена 1928. године. Школске 2006/2007. године школу је похађало 9 ученика.
Земљорадничка задруга у Слатини је основана 1898. године (обновљена 1945. године као Земљорадничко набавно-продајна задруга). Године 1963. припојена је Земљорадничкој задрузи у Михајловцу. Сељачка радна задруга „Нови Живот“ је у Слатини радила од 1949. до 1954. године (престала је са радом одлуком скупштине задругара). Дом културе насеље Слатина добија 1950, електричну расвету 1962, а асфалтни пут, локални водовод и телефонске везе са светом 1985. године.

## Демографија
Према последњем попису из 2022. године у Слатини је живело 246 становника што је за 191 мање у односу на 2011. када је на попису било 437 становника. У насељу живи 236 пунолетних становника, а просечна старост становништва износи 63,53 година (59,15 код мушкараца и 67,19 код жена).
Према подацима пописа из 2022. у насељу има 123 домаћинства, а просечан број чланова по домаћинству је 2,00 а према истом попису у насељу има 270 стамбених јединица од којих је 171 насељених.
Ово насеље је углавном насељено Србима (према попису из 2002. године).
|  |

| Демографија | Демографија | Демографија |
| Година      | Становника  | Становника  |
| ----------- | ----------- | ----------- |
| 1948.       | 1.136       |             |
| 1953.       | 1.141       |             |
| 1961.       | 1.154       |             |
| 1971.       | 1.113       |             |
| 1981.       | 1.108       |             |
| 1991.       | 1.009       | 633         |
| 2002.       | 479         | 982         |
| 2011.       | 437         |             |
| 2022.       | 246         |             |

| Етнички састав према попису из 2002.‍ | Етнички састав према попису из 2002.‍ | Етнички састав према попису из 2002.‍ | Етнички састав према попису из 2002.‍ | Етнички састав према попису из 2002.‍ |
| ------------------------------------ | ------------------------------------ | ------------------------------------ | ------------------------------------ | ------------------------------------ |
|                                      |                                      |                                      |                                      |                                      |
| Срби                                 | Срби                                 |                                      | 319                                  | 66,59%                               |
| Власи                                | Власи                                |                                      | 143                                  | 29,85%                               |
| Румуни                               | Румуни                               |                                      | 5                                    | 1,04%                                |
| Немци                                | Немци                                |                                      | 1                                    | 0,20%                                |
| непознато                            | непознато                            |                                      | 1                                    | 0,20%                                |

| Година пописа     | 1948. | 1953. | 1961. | 1971. | 1981. | 1991. | 2002. |
| ----------------- | ----- | ----- | ----- | ----- | ----- | ----- | ----- |
| Број домаћинстава | 242   | 249   | 265   | 252   | 235   | 218   | 186   |

| Број чланова      | 1  | 2  | 3  | 4  | 5  | 6 | 7 | 8 | 9 | 10 и више | Просек |
| ----------------- | -- | -- | -- | -- | -- | - | - | - | - | --------- | ------ |
| Број домаћинстава | 59 | 59 | 19 | 20 | 16 | 9 | 3 | 0 | 0 | 1         | 2,58   |

| Пол    | Укупно | Неожењен/Неудата | Ожењен/Удата | Удовац/Удовица | Разведен/Разведена | Непознато |
| ------ | ------ | ---------------- | ------------ | -------------- | ------------------ | --------- |
| Мушки  | 195    | 23               | 140          | 25             | 7                  | 0         |
| Женски | 242    | 17               | 138          | 72             | 15                 | 0         |
| УКУПНО | 437    | 40               | 278          | 97             | 22                 | 0         |

| Пол    | Укупно                    | Пољопривреда, лов и шумарство | Рибарство                            | Вађење руде и камена | Прерађивачка индустрија       |
| ------ | ------------------------- | ----------------------------- | ------------------------------------ | -------------------- | ----------------------------- |
| Мушки  | 71                        | 53                            | 0                                    | 0                    | 2                             |
| Женски | 48                        | 43                            | 0                                    | 0                    | 0                             |
| УКУПНО | 119                       | 96                            | 0                                    | 0                    | 2                             |
| Пол    | Производња и снабдевање   | Грађевинарство                | Трговина                             | Хотели и ресторани   | Саобраћај, складиштење и везе |
| Мушки  | 3                         | 0                             | 4                                    | 0                    | 2                             |
| Женски | 0                         | 1                             | 1                                    | 0                    | 1                             |
| УКУПНО | 3                         | 1                             | 5                                    | 0                    | 3                             |
| Пол    | Финансијско посредовање   | Некретнине                    | Државна управа и одбрана             | Образовање           | Здравствени и социјални рад   |
| Мушки  | 0                         | 0                             | 4                                    | 2                    | 0                             |
| Женски | 0                         | 0                             | 0                                    | 1                    | 1                             |
| УКУПНО | 0                         | 0                             | 4                                    | 3                    | 1                             |
| Пол    | Остале услужне активности | Приватна домаћинства          | Екстериторијалне организације и тела | Непознато            | Непознато                     |
| Мушки  | 0                         | 0                             | 0                                    | 1                    | 1                             |
| Женски | 0                         | 0                             | 0                                    | 0                    | 0                             |
| УКУПНО | 0                         | 0                             | 0                                    | 1                    | 1                             |